# Jerzy Biechoński (policjant)
Jerzy Biechoński (ur. 17 marca 1892 w Mławie, zm. 1940 w Kalininie) – polski policjant, nadkomisarz Policji Państwowej, jedna z ofiar zbrodni katyńskiej.

## Życiorys
Syn Adama i Janiny z Czaplickich. Członek Polskiej Organizacji Wojskowej (POW) i żołnierz Legionów Polskich, plutonowy. W latach 1918–1919 w służbie cywilnej. Od 1 października 1919 roku w Policji Państwowej, pełnił służbę m.in. w Będzinie, Kielcach i Warszawie, w tym w Komendzie Głównej i jako oficer inspekcyjny Komendy m.st. Warszawy (1931–1935). Od 2 czerwca 1936 roku do września 1939 roku Komendant Powiatowy Policji w Białej Podlaskiej.
Po agresji ZSRR na Polskę w 1939 roku znalazł się w niewoli radzieckiej w specjalnym obozie NKWD w Ostaszkowie. Zamordowany przez NKWD wiosną 1940 roku jako jedna z ofiar zbrodni katyńskiej. Pochowany w Miednoje.

## Awans pośmiertny i upamiętnienie
4 października 2007 roku Jerzy Biechoński został pośmiertnie awansowany na stopień podinspektora Policji Państwowej. 25 stycznia 2012 roku jego imieniem nazwano jedną ulic w Katowicach-Szopienicach (teren dawnej gminy Roździeń). 13 kwietnia 2010 roku przy Szkole Podstawowej nr 1 przy ul. Warszawskiej 52 w Mławie posadzono Dąb Pamięci poświęcony Jerzemu Biechońskiemu.

## Odznaczenia
- Krzyż Niepodległości
- Krzyż Walecznych
- Srebrny Krzyż Zasługi
- Medal Pamiątkowy za Wojnę 1918–1921
- Medal Dziesięciolecia Odzyskanej Niepodległości
- Krzyż Polskiej Organizacji Wojskowej
- Krzyż Srebrny Orderu Wojskowego Virtuti Militari – 11 listopada 1976 (pośmiertnie)[6]
- Krzyż Kampanii Wrześniowej 1939 r. – 1 stycznia 1986 (pośmiertnie)[7]